# XIVe siècle en Lorraine

Cette page est une liste d'événements qui se sont produits au quatorzième siècle en Lorraine.

## Éléments de contexte
- Les salines de Lorraine sont détenues en quasi-totalité par l’évêque de Metz (Marsal, Moyenvic et Vic) et le duc de Lorraine (Rosières, Dieuze, Amélécourt puis Château-Salins (avec le duc de Bar) et Lindre-Basse (avec le comte de Deux-Ponts))[1].

## Événements

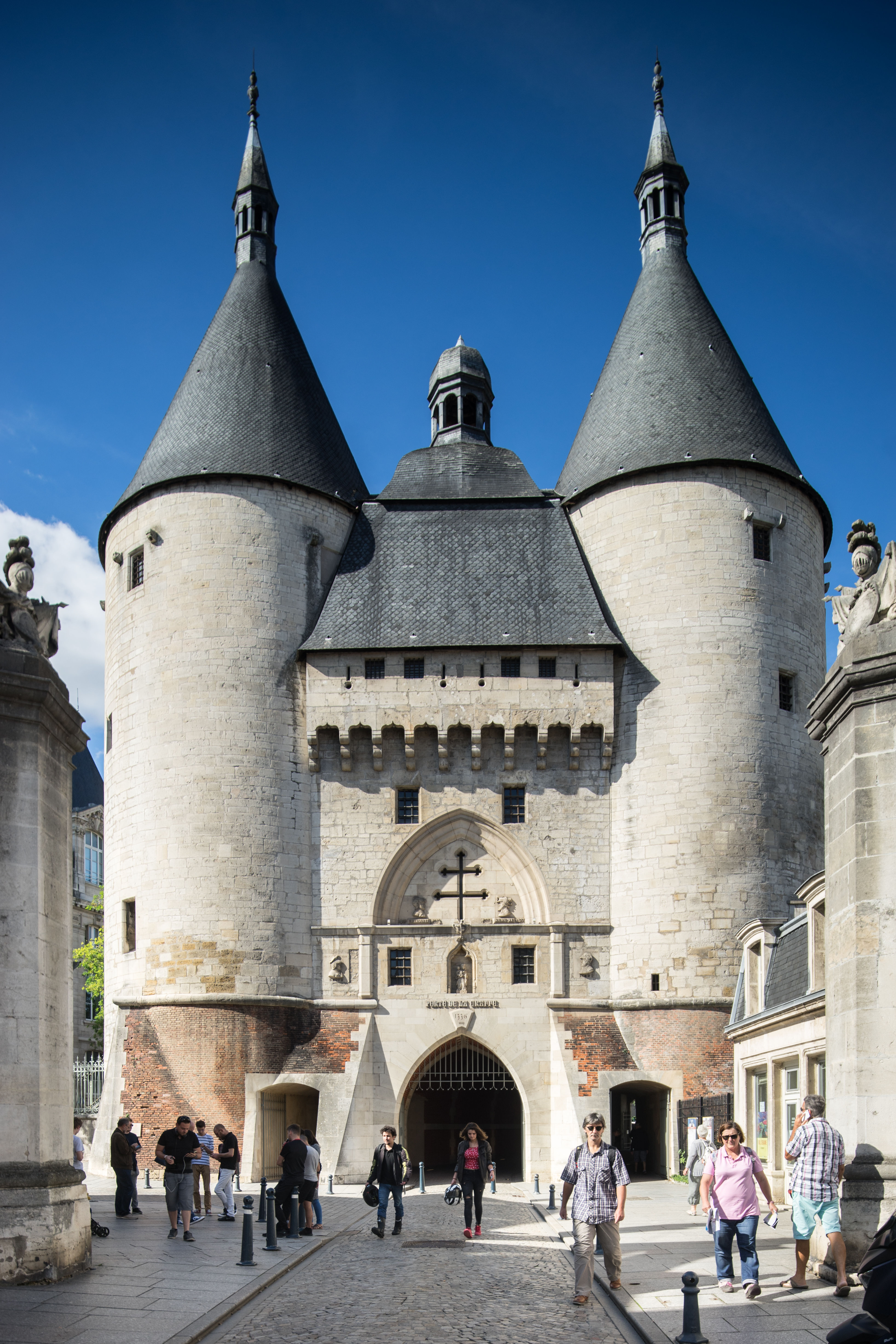
Porte de la Craffe à Nancy

- La porte de la Craffe est une porte de Nancy, imposant vestige des fortifications médiévales, érigée au XIVe siècle au nord de la ville-vieille. Elle est classée monument historique depuis juillet 1886.

### Années 1300

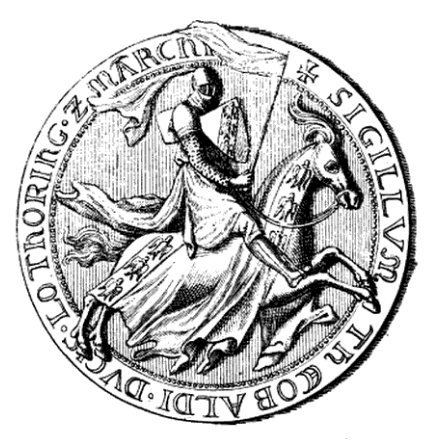
Thibault II de Lorraine

- 1301 : par le traité de Bruges les comtes de Bar prêtent serment de vassalité au roi de France[2] pour le Barrois mouvant.
- 1303 : Thomas de Blankenberg devient évêque de Verdun (fin en 1305).
- 1305 : Henri, premier sire de Blâmont de la famille de Salm, est le voué de Deneuvre pour l'évêque de Metz, et pour en assurer la sécurité il fait construire au bas de l'éperon la tour des Voués. Un faubourg se forme à son pied : c’est l’origine de Baccarat (qu’on écrivait Bacquarat, Bakarroit, Beckarrat, puis Backarrat)
- 1306 : Henri II de Vaudémont ravage Laxou et Maréville ; en représailles le duc Thiébaut II de Lorraine déclenchera la bataille de Pulligny, qu'il perdra.

### Années 1310
- 1314 : première mention de « Jarcivilla » (Jarville-la-Malgrange).
- 1315 à 1317 : famine en Lorraine.
- 1316 : Henri Dauphin devient évêque de Metz.

### Années 1320
- 1320 : les nobles lorrains prennent les armes contre les bourgeois de Toul; battus à Dieulouard, ils le sont de nouveau à Gondreville.
- 1324 : Commercy est affranchie suivant la Loi de Beaumont.
- 1324 à 1326 : guerre des quatre seigneurs contre la ville de Metz.
- 1325 : Toul compte environ 12 000 habitants.
- 1327 : Aymar Adhémar de Monteil de La Garde devient le 70e évêque de Metz.
- 1328 : Ferry IV combat à Cassel.

### Années 1330
- 1338 : début de la construction du Château de Gombervaux.

### Années 1340

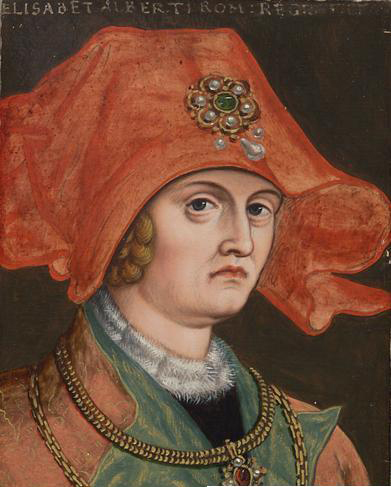
Elisabeth d'Autriche

- Vers 1340, à Château-Salins, la régente Élisabeth d’Autriche veuve du duc Ferry IV fait bâtir un château, pour protéger l’exploitation d'une source salée découverte selon la légende par des pèlerins en route pour Saint-Nicolas-de-Port.
- 1341 : 
  - création de la foire de mai à Nancy. Les premières traces d'une foire à Nancy remontent à 1339. Selon Henri Lepage, la foire de Nancy avait déjà lieu en 1341, puisque le duc Raoul de Lorraine y fait référence dans une charte datant de cette époque[3].
  - Janvier : création de la "Confrairie des marchands" par un édit du duc de Lorraine Raoul.
- 1342 : Adhémar de Monteil entre en conflit avec le duc Raoul de Lorraine.
- 1343 : 
  - le Landfried Commune Trève de Lorraine, renouvelée à deux reprises, assure la paix jusqu'en 1358.
  - Fin de la construction du Pont des Morts[4].
- 1344 : la paix entre Adhémar de Monteil et Raoul de Lorraine est signée en sous l’égide du comte du Luxembourg. Il est convenu que l’évêque paiera dix mille livres au duc de Lorraine, qui conservera sa forteresse de Château-Salins.
- 1346 : le duc Raoul, ainsi que les comtes de Bar, de Salm et de Vaudémont meurent à Crécy.
- 1348 : l'épidémie de peste noire de 1348, est moins meurtrière en Lorraine qu'en France[5].

### Années 1350

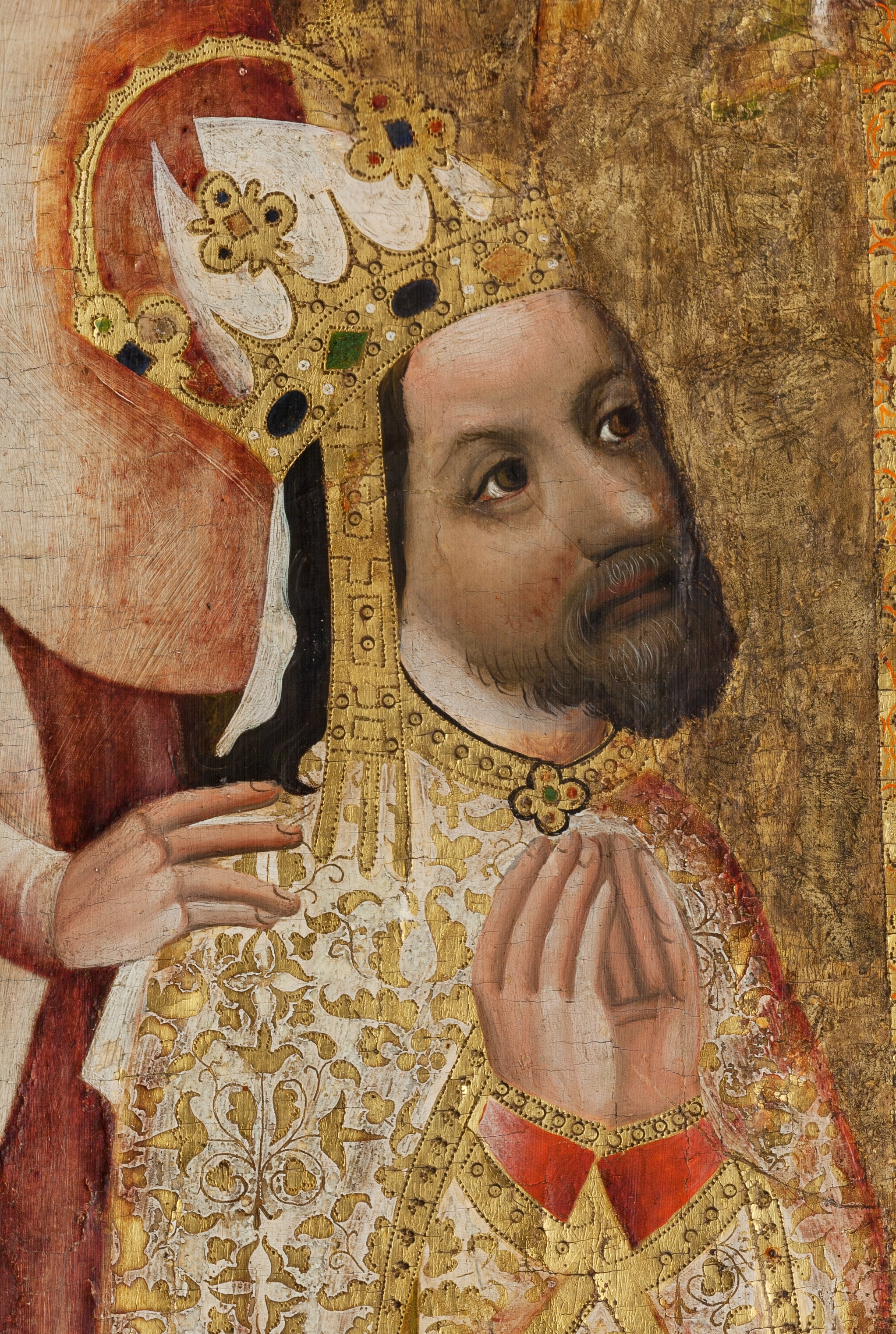
Charles IV

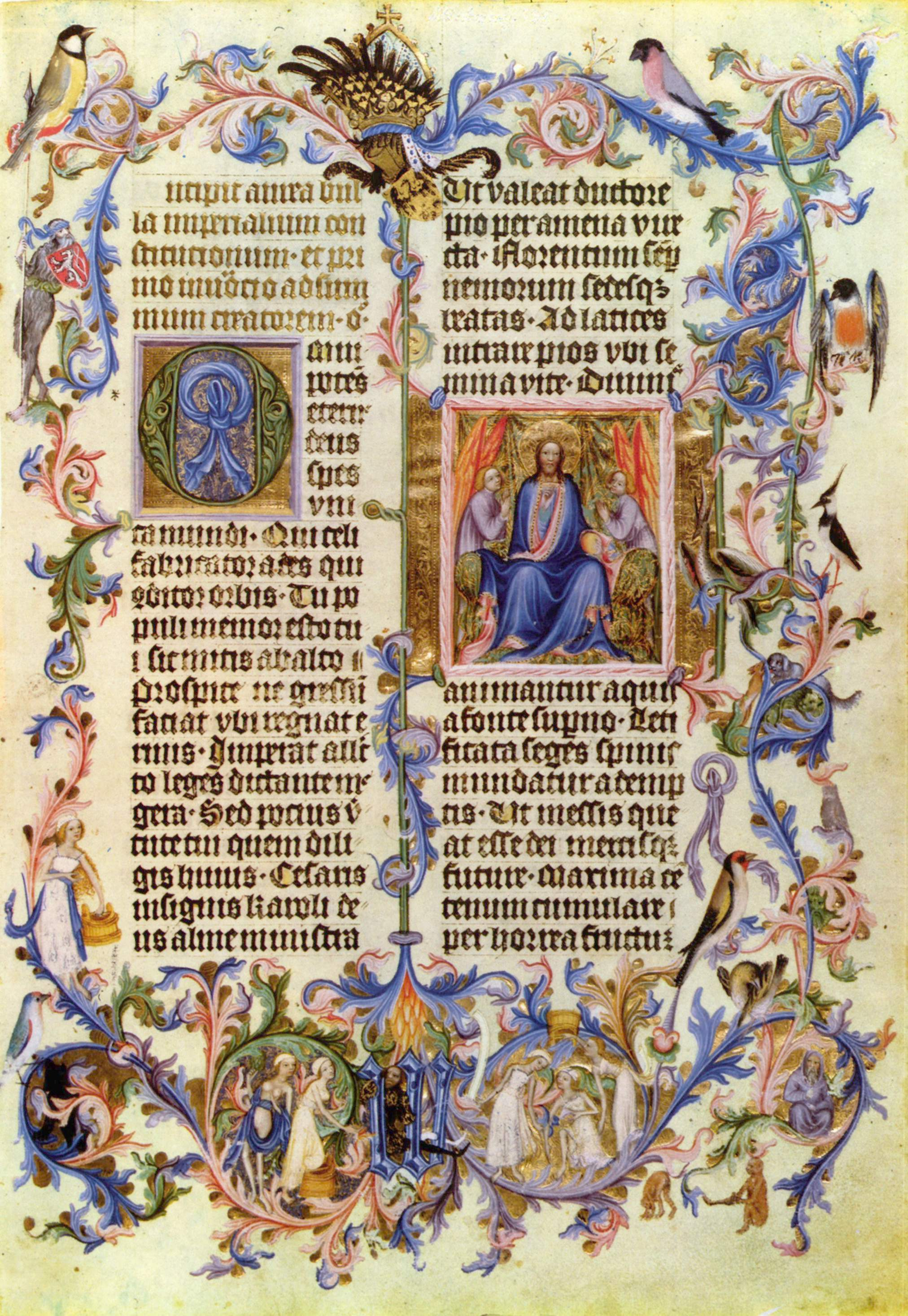
Première page de la bulle d'or du roi de Bohême, ÖNB, Cod.338.

- 1350 : Aliénor de Châlons est élue abbesse de Remiremont en 1349 avant Pâques qui était en 1350 suivant notre manière de compter[6].
- 1354 : 
  - le comté de Bar devient un duché.
  - mars, l’empereur Charles IV érige la seigneurie de Pont-à-Mousson en marquisat au profit de Robert Ier de Bar[7].
- 1356 : la Bulle d’or, parfois appelée bulle d’or de Nuremberg[8] ou bulle d’or de Metz, est un texte essentiel du Saint-Empire romain germanique, promulgué par l’empereur Charles IV en 1356 à la diète de Metz. Elle donne à l’institution impériale sa forme définitive et attribue le choix du roi aux princes-électeurs. Elle tire son nom de la forme du document original, scellé par une Bulle en or métallique. La ville de Francfort-sur-le-Main conserve un exemplaire original de cette fameuse bulle d'or. Il en existe une copie aux archives de la ville de Metz. Une copie originale enluminée fut remise au royaume de Bohème, aujourd'hui conservée à la Bibliothèque nationale autrichienne. Les copies originales encore conservées ont été promues au registre international Mémoire du monde en 2013.

### Années 1360
- 1365, 13 août : Thierry V Bayer de Boppard ou Dietrich V Bayer von Boppard (c.1330 - 18 janvier 1384) devient évêque de Metz.
- 1368 : Longwy, partie du Barrois non mouvant, est cédée, en paiement d’une dette, au duc de Luxembourg.
- 1369 : Briey est incendiée par les Messins.

### Années 1370
- 1372 : 
  - la première condamnation pour sorcellerie en Lorraine est prononcée à Metz[9].
  - Charles IV élève la ville de Pont-à-Mousson au rang de cité. Élévation honorifique, qui modifia le titre des officiers municipaux et changea le nom des portes de la ville.
  - 13 août : décès de Jean de Heu, soixante-deuxième évêque de Toul.
- 1378 : le duc de Luxembourg restitue Longwy au duc de Bar.

### Années 1390
- 1399 : fondation de la collégiale Saint-Georges à Nancy.

## Décès
- 1361 à Metz : Aymar Adhémar de Monteil de La Garde, (né vers 1299), 70e évêque de Metz de 1327 à 1361.
- 1369, à Metz : Nicolas d'Autrécourt (Autrécourt[10]), est un philosophe nominaliste.
- 1392 à Metz : Hermann de Münster (né à Münster, vers 1330) est un maître-verrier allemand, originaire de Westphalie.